# ダン・ミラー
ダン・ミラー（Dan Miller、1981年6月30日 - ）は、アメリカ合衆国の男性総合格闘家。ニュージャージー州スパルタ出身。ミラー・ブラザーズMMA所属。元IFL世界ミドル級王者。
総合格闘家のジム・ミラーは実弟。

## 来歴
元々はスパルタ高校時代にレスリングを学んでいた。2005年より弟ジムと共にプラネット柔術で総合格闘技を始め、同年11月19日、Reality Fightingでプロデビューを果たした。
2006年4月29日、マイク・マッセンジオに判定で敗れ初黒星を喫した。6月からはCFFCに出場、10月6日にはランス・エヴァーソンを破りミドル級王座獲得に成功した。
2007年はCFFCで防衛戦に勝利後、IFLと契約、ヘンゾ・グレイシー率いるニューヨーク・ピットブルズに所属、8月2日の緒戦では負傷欠場したファビオ・レオポルドに代わり出場、デイブ・フィリップスに勝利した。
2008年5月16日、IFL世界ミドル級タイトルマッチで王者ライアン・マッギヴァーンと対戦、膝十字固めで一本勝ちを収め王座獲得に成功した。その後は7月31日のIFLの活動停止に伴い、弟ジムと共にUFCと契約、9月17日のUFC Fight Night 15ではロブ・キモンズに一本勝ちし、緒戦を飾る。1か月後の10月25日にはUFC 90に出場、マット・ホーウィッチに判定勝利を収め元IFLミドル級王者同士の対決を制した。
2009年2月7日、UFC Fight Night: Lauzon vs. Stephensでジェイク・ロショルトに一本勝ち。5月23日のUFC 98ではチェール・ソネンに判定で敗れた。
2010年2月6日、UFC 109でデミアン・マイアと対戦し、0-3の判定負け。5月29日、UFC 114でマイケル・ビスピンと対戦し、0-3の判定負けでUFC3連敗となった。
2010年8月28日、UFC 118でジョン・ソルターと対戦し、アナコンダチョークで一本勝ちを収めた。12月11日、UFC 124でジョー・ドークセンと対戦し、2-1の判定勝ちを収めた。
2012年6月22日、ウェルター級転向初戦となったUFC on FX 4でヒカルド・ファンチと対戦し、ギロチンチョークで一本勝ち。サブミッション・オブ・ザ・ナイトを受賞した。
2015年7月12日、2年4か月ぶりの復帰戦となったThe Ultimate Fighter 21 Finaleでトレバー・スミスと対戦し、0-3の判定負け。2連敗となりUFCからリリースされた。

## 戦績
| 総合格闘技 戦績 | 総合格闘技 戦績 | 総合格闘技 戦績 | 総合格闘技 戦績 | 総合格闘技 戦績 | 総合格闘技 戦績 | 総合格闘技 戦績 |
| --------------- | --------------- | --------------- | --------------- | --------------- | --------------- | --------------- |
| 23 試合         | (T)KO           | 一本            | 判定            | その他          | 引き分け        | 無効試合        |
| 14 勝           | 1               | 9               | 4               | 0               | 0               | 1               |
| 8 敗            | 1               | 0               | 7               | 0               | 0               | 1               |

| 勝敗 | 対戦相手                 | 試合結果                               | 大会名                                                        | 開催年月日     |
| ×    | トレバー・スミス         | 5分3R終了 判定0-3                      | The Ultimate Fighter 21 Finale                                | 2015年7月12日  |
| ×    | ジョーダン・メイン       | 1R 4:42 TKO（左ボディブロー→パウンド） | UFC 158: St-Pierre vs. Diaz                                   | 2013年3月16日  |
| ○    | ヒカルド・ファンチ       | 3R 3:12 ギロチンチョーク               | UFC on FX 4: Maynard vs. Guida                                | 2012年6月22日  |
| ×    | ホジマール・パリャーレス | 5分3R終了 判定0-3                      | UFC 134: Silva vs. Okami                                      | 2011年8月27日  |
| ×    | ネイサン・マーコート     | 5分3R終了 判定0-3                      | UFC 128: Shogun vs. Jones                                     | 2011年3月19日  |
| ○    | ジョー・ドークセン       | 5分3R終了 判定2-1                      | UFC 124: St-Pierre vs. Koscheck 2                             | 2010年12月11日 |
| ○    | ジョン・ソルター         | 2R 1:53 ニンジャチョーク               | UFC 118: Edgar vs. Penn 2                                     | 2010年8月28日  |
| ×    | マイケル・ビスピン       | 5分3R終了 判定0-3                      | UFC 114: Rampage vs. Evans                                    | 2010年5月29日  |
| ×    | デミアン・マイア         | 5分3R終了 判定0-3                      | UFC 109: Relentless                                           | 2010年2月6日   |
| ×    | チェール・ソネン         | 5分3R終了 判定0-3                      | UFC 98: Evans vs. Machida                                     | 2009年5月23日  |
| ○    | ジェイク・ロショルト     | 1R 1:03 ギロチンチョーク               | UFC Fight Night: Lauzon vs. Stephens                          | 2009年2月7日   |
| ○    | マット・ホーウィッチ     | 5分3R終了 判定3-0                      | UFC 90: Silva vs. Cote                                        | 2008年10月25日 |
| ○    | ロブ・キモンズ           | 1R 1:27 チョークスリーパー             | UFC Fight Night: Diaz vs. Neer                                | 2008年9月17日  |
| ○    | ライアン・マッギヴァーン | 1R 3:36 膝十字固め                     | IFL: Connecticut 【IFL世界ミドル級タイトルマッチ】            | 2008年5月16日  |
| －   | マイク・ゲリン           | 1R 0:34 無効試合（バッティング）       | Ring of Combat 18                                             | 2008年3月7日   |
| ○    | ジョン・ハワード         | 4分3R終了 判定3-0                      | Ring of Combat 17: Beast of the Northeast Finals              | 2007年11月30日 |
| ○    | デイブ・フィリップス     | 1R 1:30 フロントチョーク               | IFL: 2007 Semifinals                                          | 2007年8月2日   |
| ○    | ホセ・ロドリゲス         | 5分3R終了 判定3-0                      | CFFC 4 【CFFCミドル級タイトルマッチ】                         | 2007年4月13日  |
| ○    | ランス・エヴァーソン     | 1R 2:26 チョークスリーパー             | Cage Fury Fighting Championships 2 【CFFCミドル級王座決定戦】 | 2006年10月6日  |
| ○    | デイブ・ペレス           | 1R終了時 TKO（タオル投入）             | Cage Fury Fighting Championships 1                            | 2006年6月30日  |
| ×    | マイク・マッセンジオ     | 3分3R終了 判定1-2                      | Reality Fighting 12: Return to Boardwalk Hall                 | 2006年4月29日  |
| ○    | ジェイ・コールマン       | 1R 1:30 腕ひしぎ十字固め               | Reality Fighting 11: Battle at Taj Mahal                      | 2006年2月11日  |
| ○    | テンヤー・ディクソン     | 1R 2:20 三角絞め                       | Reality Fighting 10                                           | 2005年11月19日 |

## 獲得タイトル
- 初代CFFCミドル級王座（2006年）
- 第3代IFL世界ミドル級王座（2008年）

## 表彰
- ブラジリアン柔術 黒帯
- UFC サブミッション・オブ・ザ・ナイト（1回）